# Marijuana (EP)
Marijuana è un EP del gruppo musicale deathgrind Brujeria. Il disco contiene 6 canzoni tra le quali è presente la traccia inedita, cover della Macarena, riproposta in versione metal e con il testo riadattato dalla band messicana. L'album inoltre contiene un'inedita versione della canzone Matando Güeros.

## Tracce
1. Marijuana – 3:11
2. Matando Güeros '97 – 3:13
3. Pito Wilson (live) – 3:12
4. Hechando Chingazos (live) – 3:41
5. Matando Güeros (live) – 4:09
6. Hidden Track – 0:37

## Formazione
- Juan Brujo - voce
- Pinche Peach - voce
- Fantasma - voce/basso
- Hongo - chitarra
- Greñudo - batteria